# KP Starogard Gdański
Der Klub Piłkarski Starogard Gdański ist ein polnischer Fußballverein mit Sitz in Starogard Gdański, der seit der Saison 2017/18 in der viertklassigen 3. Liga spielt. In der Saison 2017/18 gewann der Verein den polnischen Verbandspokal der Woiwodschaft Pommern und qualifizierte sich damit für den polnischen Fußballpokal 2018/19, in dem er die zweite Runde erreichte.

## Geschichte

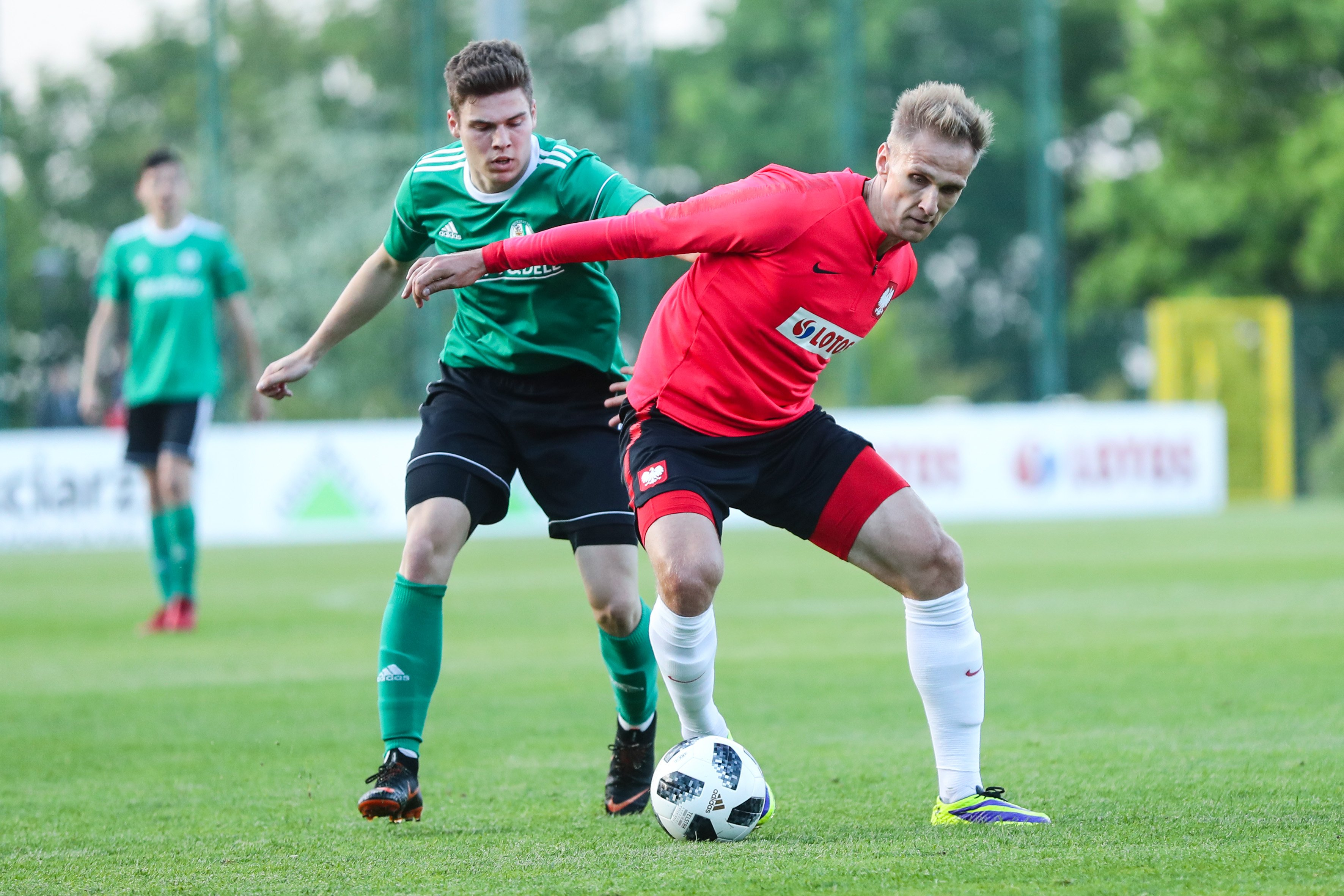
Freundschaftsspiel zwischen der polnischen Nationalmannschaft und KP Starogard

Der KP Starogard Gdański wurde 2008 nach der Auflösung des Vereins MZKS Wierzyca Starogard Gdański gegründet. Sein erstes Spiel bestritt der Verein am 6. September 2008 gegen Orzeł Borkowo und gewann es mit 11:1. Gleich in seiner ersten Saison gelang dem Verein der Aufstieg. Der Verein setzte seinen anfänglichen Erfolg mit zwei weiteren Aufstiegen fort und stieg nach drei Spielzeiten in die 4. Liga auf. Im Jahr 2017 gelang dem Verein der Aufstieg in die viertklassige 3. Liga. 
In der Saison 2017/18 gewann der Verein den Verbandspokal der Woiwodschaft Pommern und besiegte im Finale den GKS Przodkowo mit 1:0. Das Tor für Starogard Gdański erzielte Paweł Kowalczyk in der 20. Spielminute. Dieser Sieg bedeutete, dass der Verein in der nächsten Saison im polnischen Pokal spielte. In der ersten Runde traf man auf den Zweitligisten Górnik Łęczna und gewann durch ein Tor von Wojciech Zyska in der 2. Spielminute mit 1:0. In der zweiten Runde schied der Verein durch eine 1:3-Niederlage gegen den zweitklassigen Verein Puszcza Niepołomice aus. Das Tor für Starogard Gdański erzielte Maksym Adamenko in der 86. Spielminute.
In der Saison 2020/21 gelang dem Verein mit dem vierten Tabellenplatz seine bis dahin beste Platzierung in der 3. Liga.

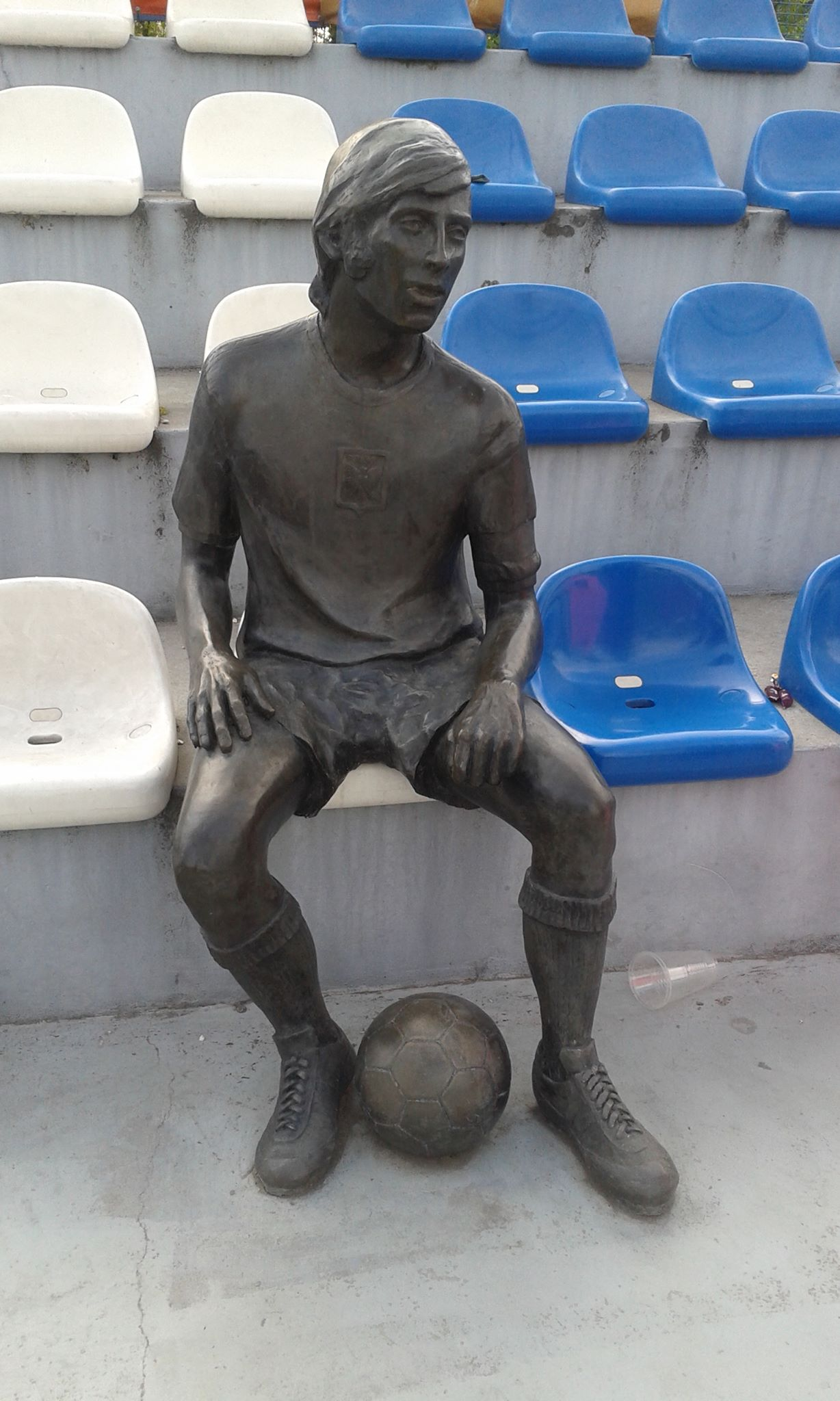
Skulptur von Kazimierz Deyna im Stadion in Starogard

## Stadion

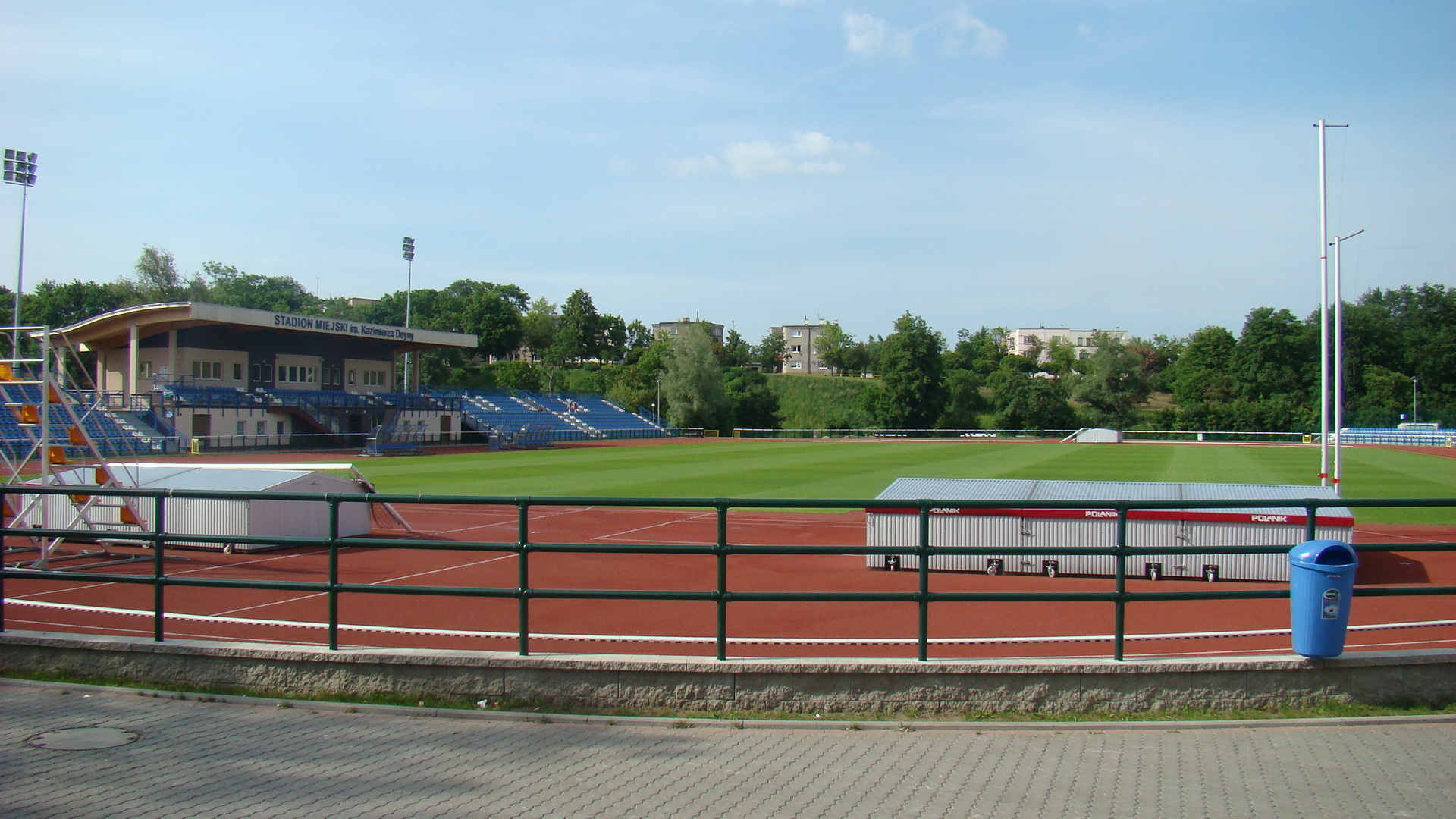
Städtisches Stadion in Starogard

Das Stadion Miejski im. Kazimierza Deyny (Städtisches Kazimierz-Deyna-Stadion) in Starogard Gdański befindet sich in der Ulica Olimpijczyków Starogardzkich 1 und wurde nach Kazimierz Deyna, einem langjährigen polnischen Nationalspieler, der in Starogard Gdański geboren wurde und in seiner Jugend dort spielte, benannt. Es wurde in den Jahren 2010 und 2011 für etwa 14 Mio. Złoty komplett umgebaut. Es hat zwei Säulen in Form eines gebogenen L – höher im Westen und niedriger im Osten. Die Gesamtkapazität der Anlage beträgt 3291 Sitzplätze. Im Sektor B befindet sich eine Skulptur von Kazimierz Deyna. Die Skulptur wurde von Sławomir Kuśnierz, einem Bildhauer aus Starogard, entworfen und angefertigt.